# Gaertnera leucothyrsa
Gaertnera leucothyrsa är en måreväxtart som först beskrevs av Kurt Krause, och fick sitt nu gällande namn av Ernest Marie Antoine Petit. Gaertnera leucothyrsa ingår i släktet Gaertnera och familjen måreväxter. Inga underarter finns listade i Catalogue of Life.